# Северо-Сибирская низменность
Се́веро-Сиби́рская ни́зменность, или Таймырская низменность — низменность в России, в северной части Восточной Сибири, на территории Таймырского района Красноярского края и Якутии. При ширине около 600 км простирается на 1,4 тыс. км между приустьевыми отрезками рек Енисей и Оленёк. Простирается от северного уступа Среднесибирского плоскогорья на юге до гор Бырранга на севере.

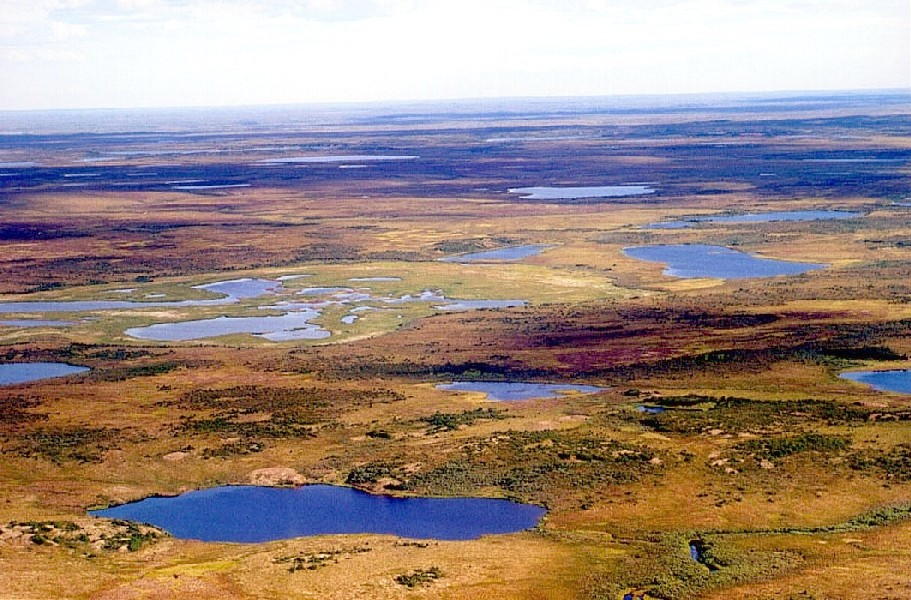
Рельеф Северо-Сибирской низменности

В основании лежит эпигерцинская Хатангская впадина. Генетически относится к молодым платформам (плитам) и фактически является продолжением Западно-Сибирской плиты. Кристаллический фундамент Хатангской впадины залегает на глубине 400—600 м, выше она перекрыта рыхлыми отложениями от мезозойского до четвертичного возраста. Рельеф Северо-Сибирской низменности сформирован четвертичными оледенениями и морскими трансгрессиями, в целом он холмисто-грядовый и холмисто-увалистый с обширными аллювиальными депрессиями и плоскими аккумулятивными равнинами. Вся низменность пересечена субширотной системой моренных гряд с абсолютными высотами 150—250 м. В восточной части Северо-Сибирской низменности есть два невысоких кряжа — Прончищева и Чекановского.
Северо-Сибирская низменность сложена морскими и ледниковыми отложениями, песчаниками и глинистыми сланцами. В осадочных толщах содержатся каменный и бурый уголь, нефть и газ.

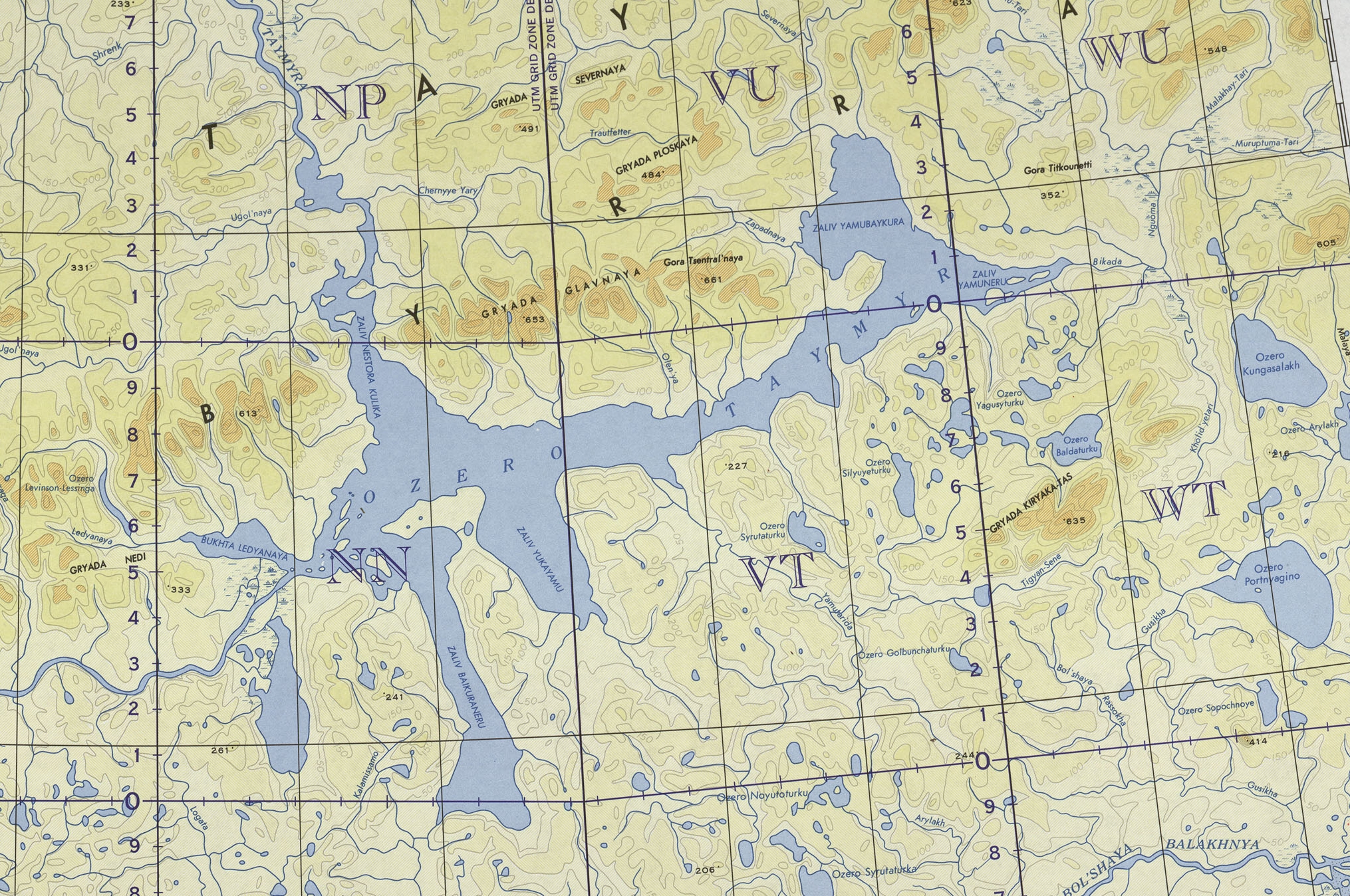
озеро Таймыр

На территории низменности много озёр, крупнейшие — Таймырское, Лабаз. Озера Северо-Сибирской низменности имеют термокарстовое и ледниковое происхождение. Значительные участки заболочены.
В северной части низменности лишайниковая и кустарниковая тундра, лесотундра. В южной части — лиственничное редколесье.